# آردو هانسون
آردو هانسون (انگلیسی: Ardo Hansson؛ زادهٔ ۱۵ ژوئیهٔ ۱۹۵۸) اقتصاددان آمریکایی استونیایی است. وی از سال ۲۰۱۲ تا ۲۰۱۹ مدیر بانک استونی و کارمند بانک جهانی ۱۹۹۸ تا ۲۰۱۲ بود.